# هری بورارد، بارونت اول
هری بورارد، بارونت اول (انگلیسی: Sir Harry Burrard, 1st Baronet, of Lymington; ۱ ژوئن ۱۷۵۵ – ۱۷ اکتبر ۱۸۱۳) سیاستمدار و پرسنل نظامی اهل پادشاهی بریتانیای کبیر بود.